# Liste der FFH-Gebiete im Landkreis Schwandorf
Die Liste der FFH-Gebiete im Landkreis Schwandorf zeigt die FFH-Gebiete des Oberpfälzer Landkreises Schwandorf in Bayern. Teilweise überschneiden sie sich mit bestehenden Natur-, Landschaftsschutz- und EU-Vogelschutzgebieten.
Im Landkreis befinden sich 16 und zum Teil mit anderen Landkreisen überlappende FFH-Gebiete.
| Amphibien-Lebensräume um Etsdorf                                 | BW | 6538-371 WDPA: 555521598 | Landkreis Schwandorf, Landkreis Amberg-Sulzbach                                   |                                                          | ⊙ | 34,11    |  |
| Bayerische Schwarzach und Biberbach                              |    | 6541-371 WDPA: 555521601 | Landkreis Schwandorf, Landkreis Cham                                              |                                                          | ⊙ | 530,40   |  |
| Chamb, Regentalaue und Regen zwischen Roding und Donaumündung    |    | 6741-371 WDPA: 555521700 | Landkreis Schwandorf, Landkreis Regensburg, Landkreis Cham                        | auch in Regensburg                                       | ⊙ | 3.193,53 |  |
| Charlottenhofer Weihergebiet, Hirtlohweiher und Langwiedteiche   |    | 6639-372 WDPA: 555537819 | Landkreis Schwandorf                                                              |                                                          | ⊙ | 930,68   |  |
| Kulzer Moos                                                      |    | 6640-301 WDPA: 555521653 | Landkreis Schwandorf                                                              |                                                          | ⊙ | 83,00    |  |
| Mausohrkolonien im Naturraum Oberpfälzisch-Bayerischer Wald      |    | 6540-302 WDPA: 555521599 | Landkreis Schwandorf, Landkreis Regensburg, Landkreis Cham                        | auch in Landkreis Deggendorf, Landkreis Freyung-Grafenau | ⊙ | 0,00     |  |
| Münchshofener Berg                                               |    | 6738-371 WDPA: 555521696 | Landkreis Schwandorf                                                              |                                                          | ⊙ | 180,57   |  |
| Naab unterhalb Schwarzenfeld und Donau von Poikam bis Regensburg |    | 6937-371 WDPA: 555521761 | Regensburg, Landkreis Regensburg, Landkreis Kelheim                               | auch in Landkreis Schwandorf                             | ⊙ | 1.114,77 |  |
| Pfreimdtal und Kainzbachtal                                      |    | 6439-371 WDPA: 555521551 | Landkreis Schwandorf, Landkreis Neustadt an der Waldnaab                          |                                                          | ⊙ | 334,43   |  |
| Regentalhänge bei Hirschling                                     | BW | 6739-301 WDPA: 555521697 | Landkreis Schwandorf, Landkreis Regensburg                                        |                                                          | ⊙ | 352,00   |  |
| Schwarzwihrberg bei Rötz                                         | BW | 6640-371 WDPA: 555521654 | Landkreis Schwandorf, Landkreis Cham                                              |                                                          | ⊙ | 209,68   |  |
| Serpentinstandorte in der nördlichen Oberpfalz                   |    | 6138-372 WDPA: 555521383 | Landkreis Schwandorf, Landkreis Neustadt an der Waldnaab, Landkreis Tirschenreuth |                                                          | ⊙ | 119,19   |  |
| Standortübungsplatz Oberviechtach                                | BW | 6540-371 WDPA: 555521600 | Landkreis Schwandorf                                                              |                                                          | ⊙ | 240,38   |  |
| Talsystem von Schwarzach, Auerbach und Ascha                     |    | 6639-371 WDPA: 555521652 | Landkreis Schwandorf                                                              |                                                          | ⊙ | 784,25   |  |
| Vils von Vilseck bis zur Mündung in die Naab                     |    | 6537-371 WDPA: 555521596 | Landkreis Schwandorf, Landkreis Amberg-Sulzbach, Amberg                           | auch in Landkreis Regensburg                             | ⊙ | 621,95   |  |
| Waldweihergebiet im Postloher Forst                              | BW | 6740-302 WDPA: 555521699 | Landkreis Schwandorf, Landkreis Cham                                              |                                                          | ⊙ | 418,00   |  |
| Legende für Fauna-Flora-Habitat                                  |    |                          |                                                                                   |                                                          |   |          |  |